# Cestrum plicatum
Cestrum plicatum är en potatisväxtart som beskrevs av Francey. Cestrum plicatum ingår i släktet Cestrum och familjen potatisväxter. Inga underarter finns listade i Catalogue of Life.